# Добрянський деканат
Добрянський деканат — адміністративно-територіальна структура Стрийської єпархії УГКЦ.

## Парафії
- Святого Миколая — с. Лисятичі,
- Святих Косми і Дам'яна — с. Пукеничі.
- Воскресіння Христового — с. Угерсько,
- Собору Пресвятої Богородиці — с. Вівня.
- Святого великомученика Дмитрія — с. Добряни,
- Святих апостолів Петра і Павла — с. Добрівляни.
- Різдва Христового — с. Лисятичі,
- Різдва Пресвятої Богородиці — с. Луги.
- Святої великомучениці Параскевії — с. П'ятничани.
- Св. Параскевії — с. Кавське.
- Покрови Пресвятої Богородиці — с. Нежухів.
- Різдва Пресвятої Богородиці — с. Заплатин.
- Великомученика Дмитрія — с. Ланівка,
- Святих апостолів Петра і Павла — с. Райлів.